# Le Dernier Soldat
Pour plus de détails, voir Fiche technique et Distribution.
Le Dernier Soldat (Battle of the Damned) est un film américain réalisé par Christopher Hatton, sorti en 2013.
Le film porte aussi en version française différents titres : "L'attaque des Damnés", "Zombie War : le dernier soldat"

## Synopsis
Après une pandémie mondiale, le soldat Max Gatling mène un groupe de survivants.

## Fiche technique
- Titre : Le Dernier Soldat
- Titre original : Battle of the Damned
- Réalisation : Christopher Hatton
- Scénario : Christopher Hatton
- Musique : Joe Ng et Ting Si Hao
- Photographie : Roger Chingirian
- Montage : Danny Rafic
- Production : Ehud Bleiberg, Christopher Hatton et Leon Tong
- Société de production : Compound B, Boku Films, Vividthree Productions, Secret Fox Entertainment et Bleiberg Entertainment
- Pays de production :  États-Unis et  Singapour
- Genre : Action, horreur, science-fiction et thriller
- Durée : 88 minutes
- Dates de sortie : 
  - Allemagne : 12 juillet 2013
  - France : 9 décembre 2014 (DVD)

## Distribution
- Dolph Lundgren (VF : Luc Bernard) : Max Gatling
- Melanie Zanetti : Jude
- Matt Doran (VF : Alexandre Gillet) : Reese
- David Field (VF : Michel Laroussi) : Duke
- Jen Sung (VF : Vincent Ribeiro) : Elvis
- Lydia Look (VF : Alice Taurand) : Lynn
- Oda Maria (VF : Christine Bellier) : Anna
- Jeff Pruitt (VF : Claude Larry) : Smiley
- Kerry Wong (VF : Stéphane Ronchewski): Dean
- Esteban Cueto : Hernandez
- Broadus Mattison (VF : Philippe Ariotti) : Broadus
- Tim Cooper : la voix du robot

## Accueil
Neil John Buchanan pour Starburst a donné au film la note de 8/10.